# TNA Lockdown
Lockdown er et pay-per-view-show inden for wrestling produceret af Total Nonstop Action Wrestling (TNA). Det er ét af organisationens månedlige shows og er blevet afholdt i april siden 2005. Det betragtes af mange som ét af TNA's vigtigste shows – sammen med Slammiversary og Bound for Glory. 
Alle kampene ved Lockdown foregår inde i et specielbygget stålbur (steel cage). Derudover er der ofte også en række specielle gimmickkampe, som fx Lethal Lockdown, Xscape-kampe eller Queen of the Cage ("Burets dronning"). Oprindeligt var det kun to kampe ved Lockdown, der foregik inde i et bur, men det blev senere ændret til alle kampe af TNA's administrerende direktør Dixie Carter. 

## Resultater

### 2010
Lockdown 2010 fandt sted d. 18. april 2010 fra Family Arena i Saint Charles, Missouri.
- Rob Van Dam besejrede James Storm i en Steel Cage match
- Homicide besejrede Alex Shelley, Chris Sabin og Brian Kendrick i en Xscape match
- Kevin Nash besejrede Eric Young i en Steel Cage match
- TNA Women's Knockout Championship og TNA Knockout Tag Team Championship: The Beautiful People (Madison Rayne og Velvet Sky) (med Lacey Von Erich) besejrede Angelina Love og Tara i en Steel Cage match
  - Med sejren blev Madison Rayne den nye verdensmester for kvinder.
- TNA X Division Championship: Kazarian besejrede Shannon Moore og Homicide i en Steel Cage match
- Team 3D (Brother Ray og Brother Devon) besejrede The Band (Kevin Nash og Scott Hall) i en St. Louis Street Fight Steel Cage match
  - Kevin Nash tog Sean Waltmans plads i kampen, fordi han ikke dukkede op til showet.
- Kurt Angle besejrede Mr. Anderson i en Steel Cage match
- TNA World Heavyweight Championship: A.J. Styles besejrede D'Angelo Dinero i en Steel Cage match
- Team Hogan (Holdkaptajn Abyss, Jeff Jarrett, Jeff Hardy og Rob Van Dam) besejrede Team Flair (Holdkaptajn Sting, Beer Money, Inc. (Robert Roode og James Storm) og Desmond Wolfe) i en lethal lockdown.

### 2011
Lockdown 2011 fandt sted d. 17. april 2011 fra U.S. Bank Arena i Cincinnati, Ohio.
- Max Buck besejrede Amazing Red, Suicide, Brian Kendrick, Chris Sabin, Jay Lethal, Jeremy Buck og Robbie E (med Cookie) i en Xscape match
- Ink Inc. (Jesse Neal og Shannon Moore) besejrede Crimson og Scott Steiner, The British Invasion (Douglas Williams og Magnus) og Eric Young og Orlando Jordan i en four-way tornado tag team steel cage match
- TNA Women's Knockout Championship: Mickie James besejrede Madison Rayne i en Title vs. Hair steel cage match
- Samoa Joe besejrede D'Angelo Dinero i en steel cage match
- Matt Morgan besejrede Hernandez (med Anarquia, Sarita og Rosita) i en steel cage match
- Jeff Jarrett (med Karen Jarrett) besejrede Kurt Angle	i en two out of three falls steel cage match
- TNA World Heavyweight Championship: Sting besejrede Rob Van Dam og Mr. Anderson i three-way steel cage match
- Fortune (James Storm, Christopher Daniels, Kazarian og Robert Roode) besejrede Immortal (Ric Flair, Abyss, Bully Ray og Matt Hardy) i en lethal lockdown

### 2012
Lockdown 2012 fandt sted d. 15. april 2012 fra Nashville Municipal Auditorium i Nashville, Tennessee.
- Team Garett (Garett Bischioff , Austin Aries , AJ Styles , Mr. Anderson og Rob Van Dam) besejrede Team Eric (Eric Bischoff, Gunner, Bully Ray , Frankie Kazarian og Christopher Daniels) i en lethal lockdown
- TNA World Tag Team Championship : Samoa Joe og Magnus besejrede The Motorcity Machine Guns (Chris Sabin og Alex Shelley) i en tag team steel cage match.
- TNA Television Championship : Devon besejrede Robbie E (med Robbie T) i en steel cage match.
- TNA Women's Knockout Championship : Gail Kim besejrede Velvet Sky i en steel cage match.
- Crimson besejrede Matt Morgan i en steel cage match
- Jeff Hardy besejrede Kurt Angle i en steel cage match
- TNA Knockout Tag Team Championship : O.D.B og Eric Young besejrede Mexican America (Rosiata og Sarita) i en steel cage match.
- TNA World Heavyweight Championship: Bobby Roode besejrede James Storm i en steel cage match

### 2013
Lockdown 2013 fandt sted d. 10. marts 2013 fra Alamodome i San Antonio, Texas.
- TNA X Division Championship : Kenny King besejrede Christian York og Zema Ion i three-way steel cage match.
- Joseph Park besejrede Joey Ryan i en steel cage match.
- TNA Women's Knockout Championship: Velvet Sky besejrede Gail Kim i en steel cage match.
- Robbie T besejrede Robbie E i en steel cage match
- TNA World Tag Team Championship : Bobby Roode & AustinA Aries besejrede Chavo Guerrero og Hernandez , Bad Influence (Christopher Daniels og Frankie Kazarian) i three-way steel cage match
- Wes Briscoe  besejrede Kurt Angle	i en steel cage match.
- Team TNA (Sting, Magnus, Samoa Joe , James Storm og Eric Young) besejrede Aces & Eights (Devon, Mr. Anderson, Knux , D.O.C og Garett Bischoff) i en lethal lockdown
- TNA World Heavyweight Championship: Bully Ray besejrede Jeff Hardy i en steel cage match

### 2014
Lockdown 2014 fandt sted d. 9. marts 2014 fra Bank United Center i Miami, Florida.
- Team Wrestle-1 (The Great Muta og Sanada & Yasu) besejrede Team TNA (Chris Sabin , Christopher Daniels og Frankie Kazarian) i en 6Man tag team steel cage match.
- Samuel Shawn besejrede Mr. Anderson i en steel cage match
- Tigre Uno besejrede Manik i en steel cage match
- Gunner besejrede James Storm i en Last Man Standing steel cage match
- TNA Women's Knockout Championship : Madison Rayne besejrede Gail Kim i (med Lei'D Tapa) steel cage match
- Matt Morgan besejrede Hernandez (med Anarquia, Sarita og Rosita) i en steel cage match
- TNA World Heavyweight Championship: Magnus besejrede Samoa Joe i en Only Pin Fall or Submission steel cage match
- Team MVP (MVP, Eddie Edwards , Davey Richards og Willow) besejrede Team Dixie (Bobby Roode, Austin Aries, Robbie E , Jessie Godderz) (med Dixie Carter , Rockstar Spud og DJ Z) i en lethal lockdown

### 2015
Lockdown 2015 fandt sted d. 9. Januar 2015 fra Manhattan Center i New York, New York.

#### ep1 (30. Januar 2015)
- TNA Women's Knockout Championship: Taryn Terrell besejrede Madison Rayne og Gail Kim i three-way steel cage match.
- Jeff Hardy besejrede Abyss i en Monster's Ball steel cage match.
- Mark Andrews og Rockstar Spud besejrede Bro Mans (Robbi E & Jessie Godderz) i en tag team steel cage match.
- TNA World Heavyweight Championship: Bobby Lashley besejrede Austin Aries , MVP og Bobby Roode i en four-way steel cage match.

#### ep2 (6. Februar 2015)
- Tyrus besejrede Mark Andrews og Rockstar Spud i 2 on 1 Handicap steel cage match.
- Awesong Kong besejrede Havok i en steel cage match.
- TNA World Tag Team Championship: The Revolution (James Storm og Abyss) besejrede The Hardys (Jeff Hardy og Matt Hardy i en tag team steel cage match.
- Bobby Roode besejrede Eric Young i en steel cage match.
- Team Angle (Kurt Angle, Austin Aries , Gunner og Bobby Lashley) besejrede Beat Down Clan (MVP, Samoa Joe, Kenny King og Low Ki) i en lethal lockdown.